# Mahamat Ali Adoum
Mahamat Ali Adoum (* 14. November 1947 in Michimeré, Französisch-Äquatorialafrika) ist ein tschadischer Politiker und Diplomat, der unter anderem zwischen 1992 und 1993 Außenminister war.

## Leben
Mahamat Ali Adoum absolvierte nach dem Schulbesuch ein Studium der Pädagogik an der Université de Brazzaville, das er mit einem Diplom beendete. Ein Studium der Politikwissenschaft an der Universität Laval in Québec schloss er mit einem Bachelor of Arts (B.A. Political Science) ab. Er absolvierte zudem ein postgraduales Studium im Fach Internationale Öffentliche Politik an der Paul H. Nitze School of Advanced International Studies der Johns Hopkins University, welches er mit einem Master of Arts (M.A. International Public Policy) beendete.
1983 wurde Adoum zum Botschafter in den USA ernannt und war als solcher bis 1992 zugleich als Botschafter in Kanada und Argentinien akkreditiert. Des Weiteren war er von 1985 bis 1992 als Ständiger Vertreter bei den Vereinten Nationen in New York City akkreditiert. 1992 war er für kurze Zeit Botschafter in Belgien und als solcher außerdem in Personalunion Botschafter in den Niederlanden, in Luxemburg, im Vereinigten Königreich sowie Ständiger Vertreter bei den Europäischen Gemeinschaften.
Im Mai 1992 wurde Mahamat Ali Adoum als Nachfolger von Mahamat Saleh Ahmat Außenminister des Tschad im Kabinett von Premierminister Joseph Yodoyman und behielt dieses Amt vom 7. April bis Juli 1993 auch im Kabinett von Premierminister Fidèle Moungar, woraufhin Korom Ahmad ihn ablöste. 1993 vertrat er den Tschad als Co-Agent vor dem Internationalen Gerichtshof im Territorialstreit zwischen Libyen und dem Tschad. Im April 1994 wechselte er zur Weltbank und war dort bis 2003 als Seniorberater des Exekutivdirektors für französischsprachige Länder in Afrika tätig. Während dieser Zeit setzte er sich 2000 für die Genehmigung des Pipeline-Projekts Tschad/Kamerun ein. 2005 wurde er abermals zum Ständigen Vertreter bei den Vereinten Nationen in New York City ernannt und überreichte am 15. Februar 2005 sein Beglaubigungsschreiben an den Generalsekretär der Vereinten Nationen Kofi Annan. Diesen Posten hatte er bis 2008 inne. Zuletzt wurde er 2014 noch einmal zum Botschafter in Kanada ernannt.
Adoum ist verheiratet und Vater von vier Kindern. 